# Broder Christiansen
Broder Christiansen (Pseudonym: Uve Jens Kruse, Hans Tor Straaten; * 9. Juli 1869 in Klixbüll, Nordfriesland; † 6. Juni 1958 in Gauting bei München) war ein deutscher Philosoph und Sprachwissenschaftler. Er publizierte zu Philosophie, Kunst, Sprachlehre, Lebenshilfe und Graphologie. Bedeutung erlangte er in der Philosophie der Kunst und in der Lehre guten deutschen Stils. Als Philosoph stand er dem Neukantianismus nahe, er gehörte zur Südwestdeutschen Schule. Sein Werk verbindet Philosophie mit Lebenspraxis. Es wurde besonders vom Russischen Formalismus übernommen.

## Leben
Broder Christiansen war ein Sohn von Christian Georg Christiansen (* 1824) und Cecilia Margarethe Christiansen, geborene Paulsen (* 1853). Den Vater, Uhrmacher und nebenher Landwirt, verloren die Kinder früh. „Der Vater stirbt, ehe noch der spröde Knabe ihm zu eigen werden kann. (…) Unser Haus war eines der stillsten, denn vor kurzem war der Vater gestorben, und ich wohl darum noch besonders abgekehrt und still (…)“
Der junge Broder schwärmte von der Arbeit auf den Feldern. Der Dorflehrer von Rückenstadt, einem Ortsteil von Klixbüll, Nis Albrecht Johannsen, der Erzählungen, Gedichte und Schauspiele schrieb, weckte in dem stillen Jungen die Freude an der Algebra und der Geometrie. Von ihm gefördert, konnte er in die Wilhelmschule in Deezbüll eintreten, eine Vorbereitungsschule für das Gymnasium, Vorgängerschule der Friedrich-Paulsen-Schule von Niebüll. Hier freundete er sich mit Benedikt Momme Nissen, selber Sohn eines Uhrmachers (und Photographen), und auf dem Gymnasium in Flensburg mit Hugo Eckener an.

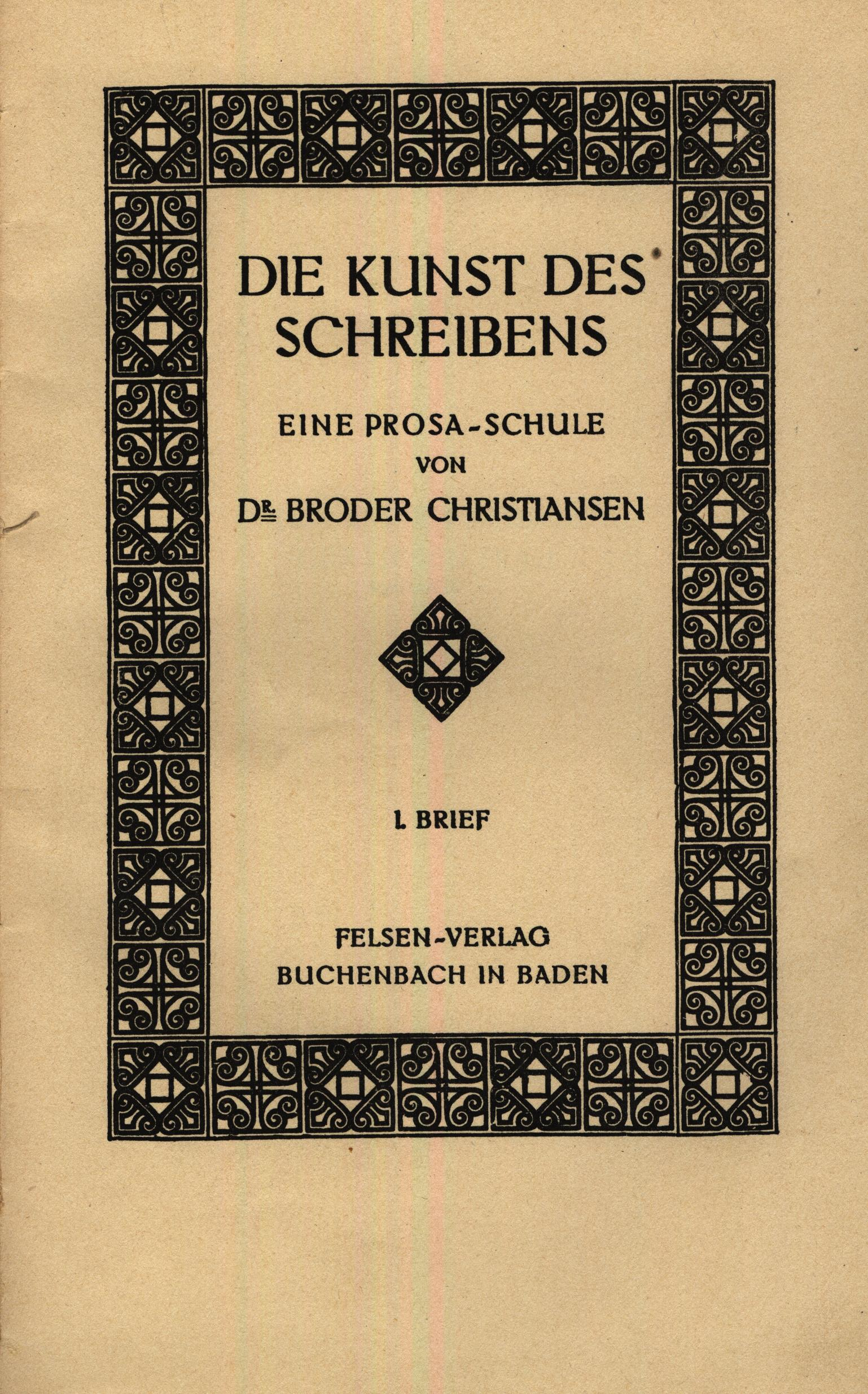
Broder Christiansen: Die Kunst des Schreibens. Buchenbach in Baden 1918.

In Berlin, Freiburg im Breisgau und München studierte Broder Christiansen Philosophie und experimentelle Psychologie sowie Literatur und Kunst. 1902 promovierte er zum Dr. phil. in Freiburg im Breisgau bei Heinrich Rickert über Das Urteil bei Descartes. „Es folgten pädagogische Wanderjahre, Ehe mit einer Holsteinerin von lauterem Gleichklang.“ Sie bekamen Kinder. Das Gesicht unserer Zeit widmete Broder Christiansen 1929 „Meinen Kindern und der Zukunft“. Zusammen mit seiner Frau sammelte Broder Christiansen Graphik und gotische Plastik.
Ein Nervenleiden verhinderte kurz vor der Habilitation eine akademische Laufbahn und zwang diesen „merkwürdigen Mann“ für zwanzig Jahre in eine Einsiedelei. In der zu Buchenbach im Schwarzwald gehörenden Siedlung von Wiesneck schrieb Broder Christiansen als Privatgelehrter Bücher. 1909 erscheint sein erstes Hauptwerk, die Philosophie der Kunst, und neun Jahre später gab er Die Kunst des Schreibens heraus. Wirtschaftlich ungesichert, bestritt Broder Christiansen den Lebensunterhalt hauptsächlich aus dem Erlös seiner Bücher. Von seiner Krankheit wurde er geheilt.
Als Graphik-Sammler kam Broder Christiansen über den Strich der Radierungen zum Strich der Handschriften und wurde Schüler des Graphologen (und Philosophen) Ludwig Klages. Etwa seit 1930 war Broder Christiansen verbunden mit Elisabeth Carnap (genannt Eli, * 1895, † 1964), der Frau des Philosophen Rudolf Carnap, geborene Schöndube, die für Jahrzehnte seine Lebensgefährtin wurde. Von da an lebte er in Gauting bei München. Mit ihr verfasste er das Lehrbuch der Handschriftendeutung, und zusammen gründeten und betrieben sie in München ein Graphologisches Institut. Seither lehrte Broder Christiansen das Schreiben auch in Fernkursen.
Sein Geburtsort ehrte Broder Christiansen 2002 mit der Benennung einer Straße. Ein Enkel von Broder Christiansen ist der 1939 geborene Musikwissenschaftler Gerd Rienäcker, Professor an der Humboldt-Universität zu Berlin.

## Schriften
- Das Urteil bei Descartes. Diss. Freiburg im Breisgau 1902. – Das Urteil bei Descartes. Ein Beitrag zur Vorgeschichte der Erkenntnistheorie. Clauss und Feddersen, Hanau 1902. 107 S.
- Erkenntnistheorie und Psychologie des Erkennens. Clauss und Feddersen, Hanau 1902. 48 S.[19]
- Philosophie der Kunst. Clauss und Feddersen, Hanau 1909 (Reprint. Elibron Classics, New York 2002, ISBN 978-0-543-63343-9 und ISBN 978-0-543-63342-2) und B. Behr’s Verlag Friedrich Feddersen, Berlin-Steglitz 1912. 348 S. – Filosofija iskusstva. Übersetzung ins Russische von Georgij Petrović Fedotov unter der Redaktion von V. Aničkov. Sankt Petersburg 1911. – Uns. Di Filosofye fun Uns. Übersetzung ins Jiddische. Farlag Heim, New York 1920.[20]

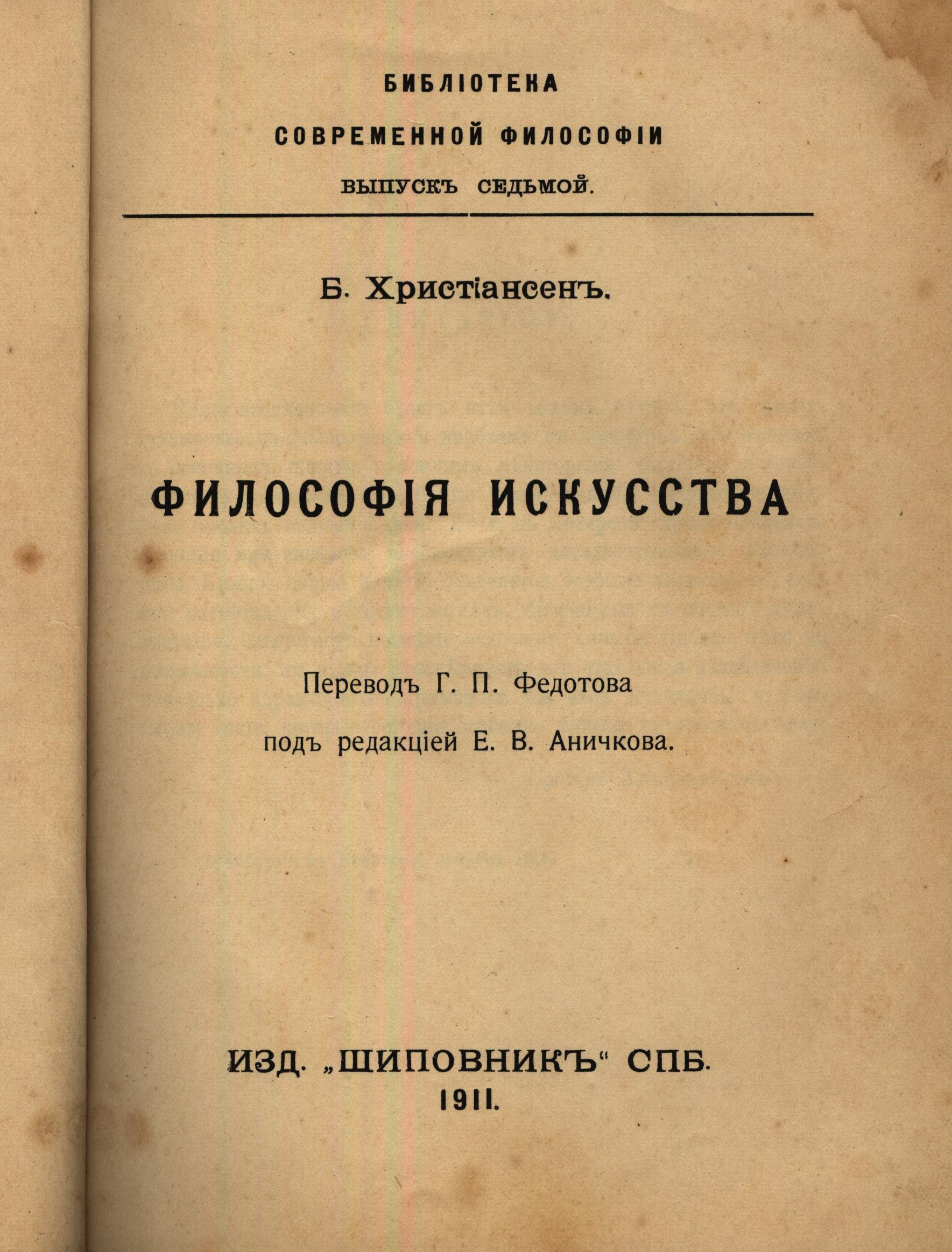
Broder Christiansen: Philosophie der Kunst. Sankt Petersburg 1911.

- Kantkritik. 1. Teil. Kritik der kantischen Erkenntnislehre. B. Behr’s Verlag Friedrich Feddersen, Berlin-Steglitz 1912. 177 S.
- Das ästhetische Urphänomen. LOGOS – Internationale Zeitschrift für Philosophie der Kultur (Hrsg. Georg Mehlis), Band II. J.C.B. Mohr (Paul Siebeck), Tübingen 1912. S. 303–315.
- Vom Selbstbewusstsein – 1. Teil: Von der Seele. B. Behr’s Verlag Friedrich Feddersen, Berlin 1912. 87 S.
- Die Kunst des Schreibens. Eine Prosa-Schule. Felsen-Verlag, Buchenbach in Baden[21] 1918. 461 S. – Die kleine Prosaschule. Felsen-Verlag, München um 1935. 190 S. – Eine Prosaschule. Neu bearbeitete Ausgabe. Reclam-Verlag, Stuttgart 1949. 264 S. – Eine Prosaschule. Die Kunst des Schreibens. Neue, erweiterte Fassung. Reclam-Verlag, Stuttgart 1956. 368 S.
- Ich will! – Ich kann! Eine Schule des Willens und der Persönlichkeit (unter Pseudonym). Felsen-Verlag, Buchenbach in Baden 1918. 154 S.
- Lebenskunst. Ein Wegweiser für die neue Zeit (unter Pseudonym). Felsen-Verlag, Buchenbach in Baden 1918. 117 S.
- Die Redeschule (unter wirklichem Namen und unter Pseudonym). Felsen-Verlag, Buchenbach-Baden 1920. 210 S.
- Gedächtnisschule (unter Pseudonym). Felsen-Verlag, Buchenbach-Baden 1920. 89 S.
- Das Büchlein zum guten Schlaf (unter Pseudonym). Felsen-Verlag, Buchenbach-Baden 1920. 28 S.
- Der Kruse-Tag (unter Pseudonym). Felsen-Verlag, Buchenbach-Baden 1921. 28 S.
- Ein Kompass zur Menschenkenntnis (unter Pseudonym und mit Herbert von Bomsdorff-Bergen). Felsen-Verlag, Buchenbach-Baden 1922. 82 S.
- Der Kopfarbeiter (unter Pseudonym und mit Kurt Kauffmann[22]). 2. Auflage. Felsen-Verlag, Buchenbach-Baden 1922. 132 S. – The Brain-Workers' Handbook. Ins Englische translated[23] von Frederick H. Burgess und Herbert N. Casson. The Efficiency Magazine, London um 1928.
- Wege zum Erfolg. Leipzig 1929. 183 S.
- Das Gesicht unserer Zeit. Felsen-Verlag, Buchenbach in Baden 1929. 114 S. – Het aspect van onzen tijd. Übersetzung ins Niederländische von Jan van Kasteel. Van Loghum Slaterus, Arnhem 1930.
- Die Kunst. Felsen-Verlag, Buchenbach i. Br. 1930. 260 S.
- Die Technik des Erfolgs (unter Pseudonym). Felsen-Verlag, München 1931.
- Neue Grundlegung der Graphologie (mit Elisabeth Carnap). Felsen-Verlag, München 1933. 96 S. – Lehrbuch der Handschriftendeutung. Mit sechsundvierzig Tafeln als Anhang. 2. erweiterte Auflage. Reclam-Verlag, Stuttgart 1947. 197 S. – Lehrbuch der Graphologie. Neu bearbeitete Ausgabe. Reclam-Verlag, Stuttgart 1955. 134 S.
- Der neue Gott. Felsen-Verlag, München 1934. 176 S.
- Das Lebensbuch oder Von den Wegen der Persönlichkeit. Alte und neue Lebenserfahrungen (als Hrsg.). Wilhelm Langewische-Brandt (in der Reihe „Die kleinen Bücher der Rose“), Ebenhausen bei München 1935. 172 S.
- Wege zum Erfolg. Verlag Philipp Reclam Jun., Leipzig 1941.
- Willensfreiheit. Reclam-Verlag, Stuttgart 1947. 64 S.
- Plane und lebe erfolgreich. Paul List Verlag, München 1954. 163 S.
- Lebendige Weisheit alter und neuer Zeit. Stuttgart 1954. 163 S.
- Ist die Grabinschrift Rilkes wirklich ein Rätsel? Du, Band 17, Nr. 8. Verlag Conzett & Huber, Zürich 1957.